# برونو مورا
برونو مورا (به ایتالیایی: Bruno Mora) بازیکن فوتبال و اهل ایتالیا است 

## تیم ملی
از سال ۱۹۵۹ میلادی عضو تیم ملی فوتبال ایتالیا بوده و در ۲۱ بازی ملی حضور داشته‌است. او در بازی‌های ملی‌اش ۴ گل به ثمر رساند.
برونو مورا آخرین بازی ملی خود را در سال ۱۹۶۵ میلادی انجام داد.